# Blankenstein (Hattingen)

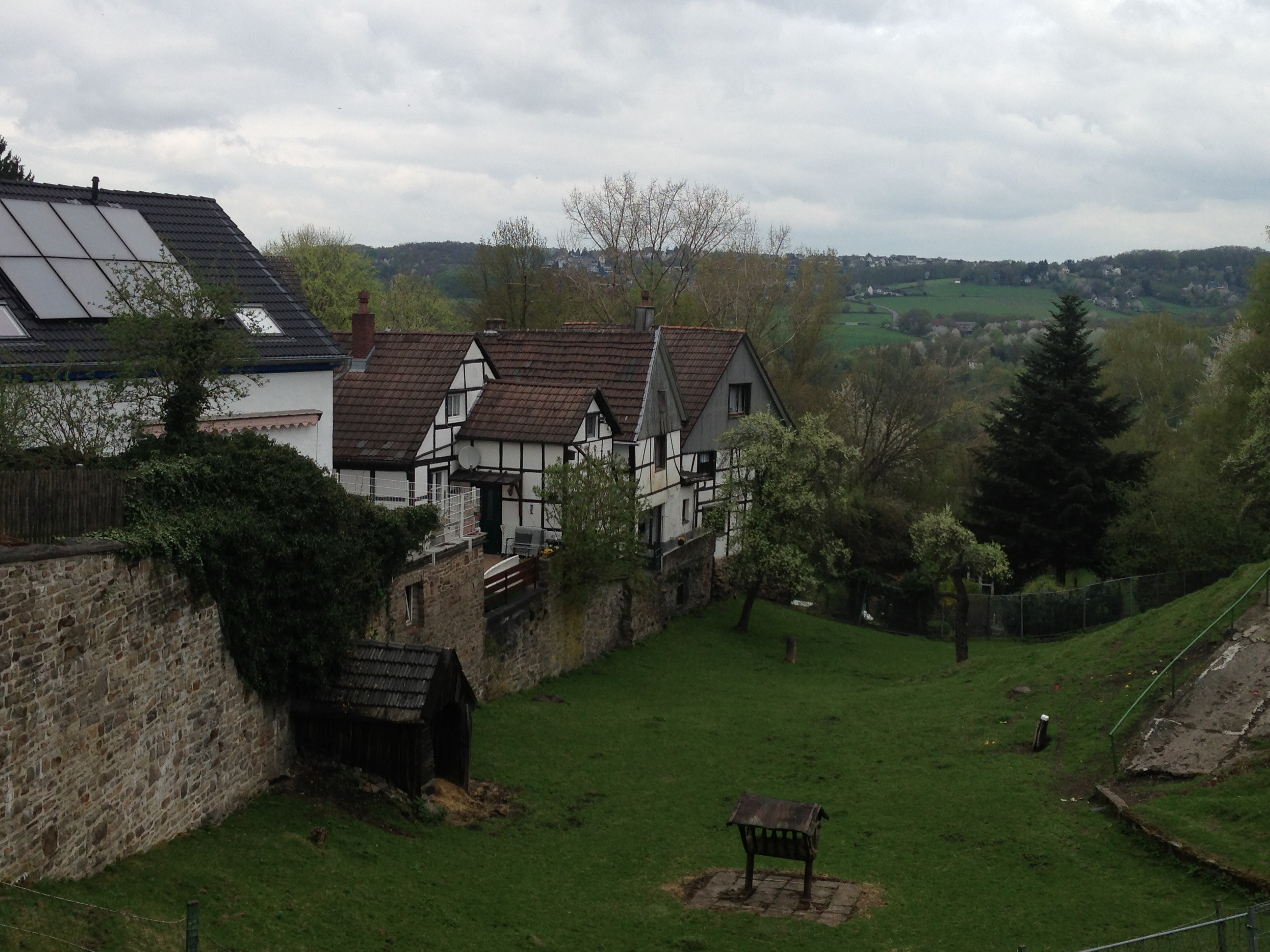
Blankenstein Hattingen

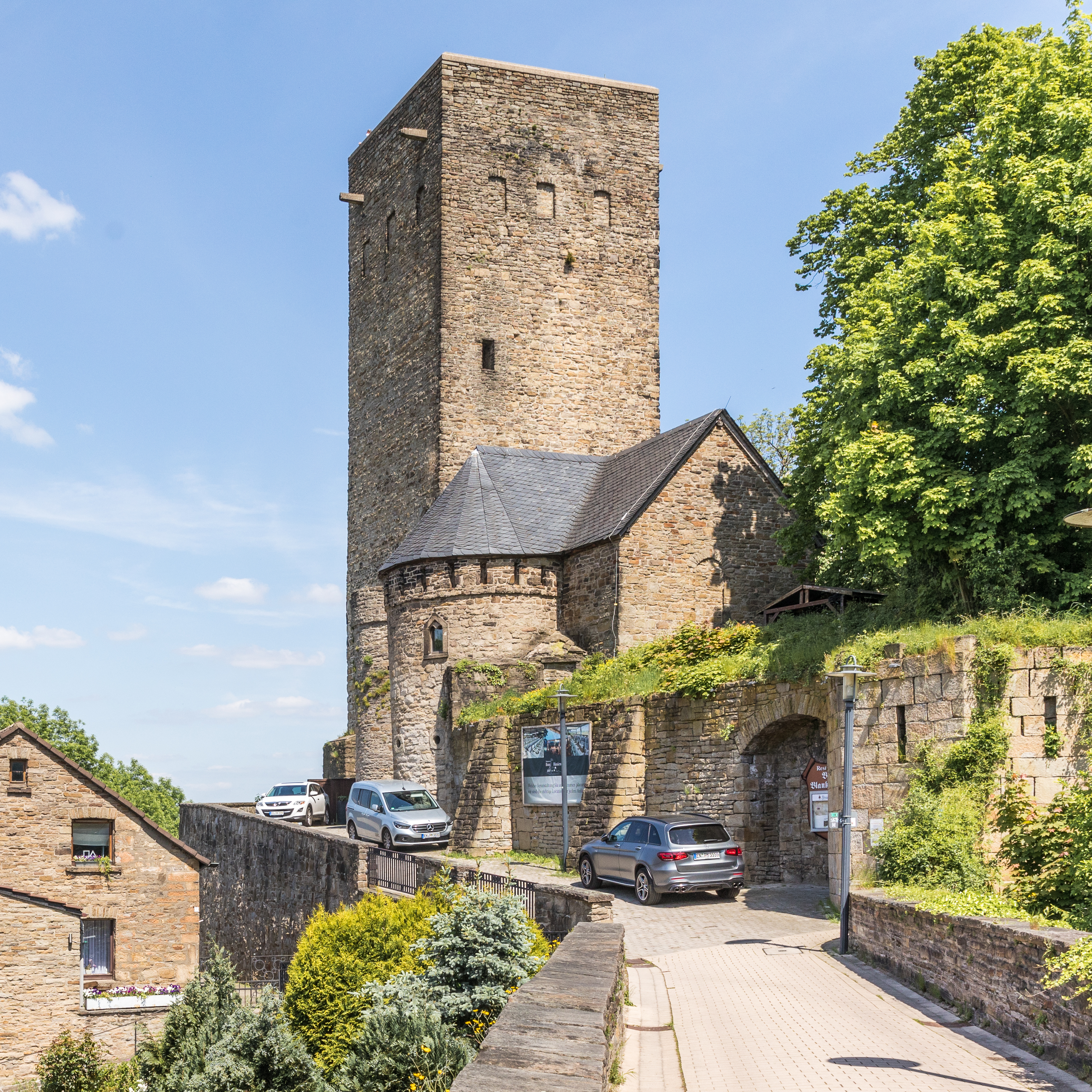
Castello di Blankestein

Blankenstein, prima chiamata Blankestein/Ruhr era una vecchia cittadina all'interno della circoscrizione della Ruhr e attualmente è una parte della città di Hattingen in Nordrhein-Westfalen con 2 750 abitanti. La città si trovava subito dopo la sponda sud del fiume Ruhr, di fronte alla città di Bochum.

## Storia

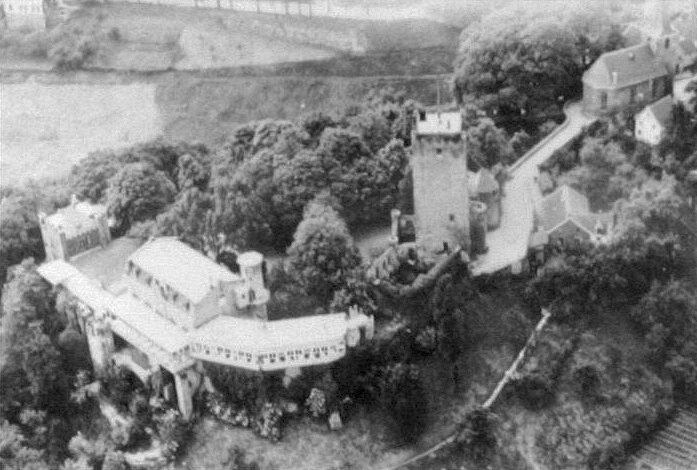
Castello di Blankenstein nel 1910

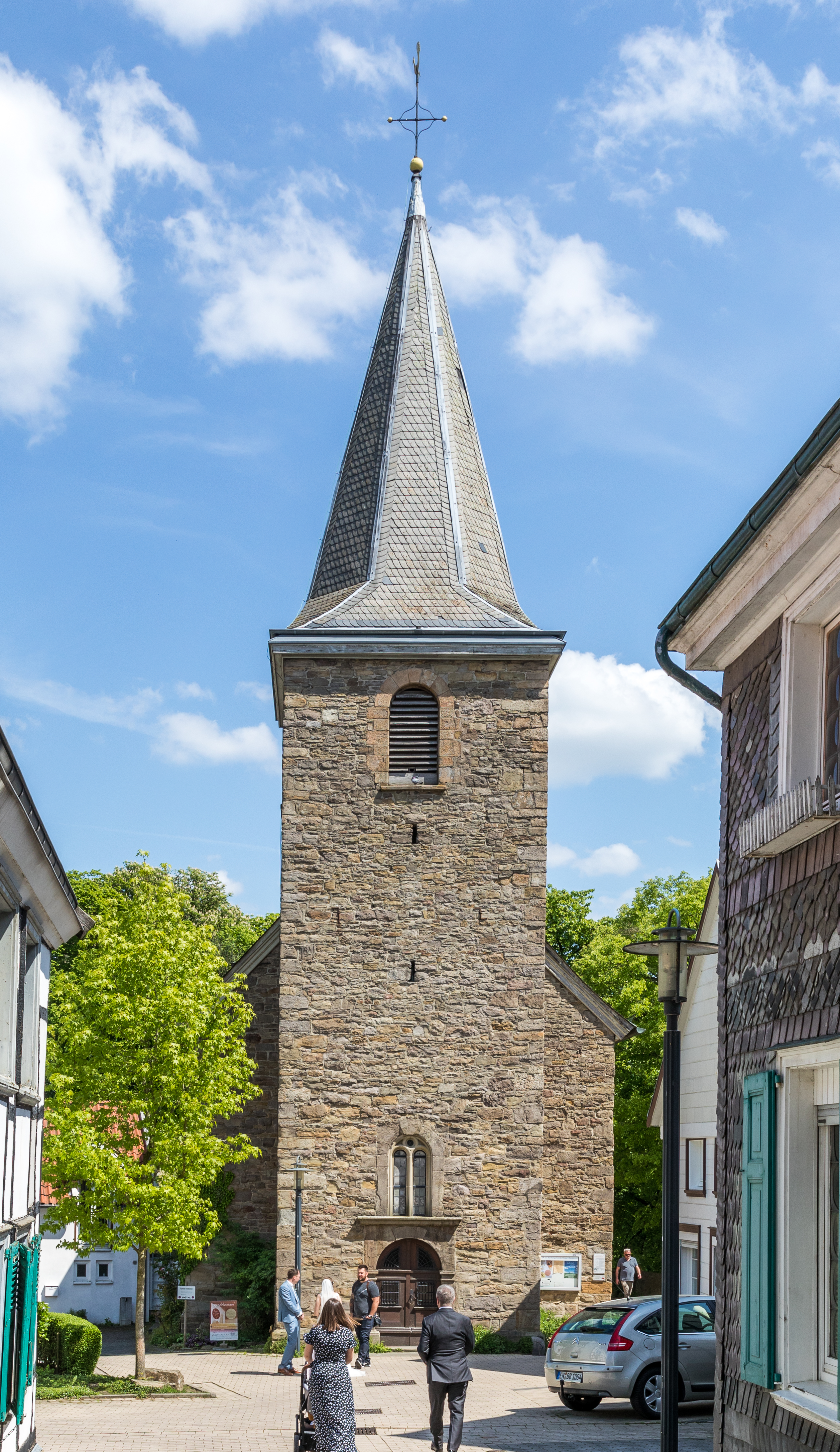
La chiesa evangelica di Blankenstein.

Il luogo su cui colloca Blankestein risale alla fondazione del castello omonimo voluta dal conte Adolf I von der Mark nell'anno 1227.
Davanti al castello fu fondata una città, che fiorì negli anni successivi dando vita alla cittadina vera e propria di Blankestein.
Nel 1355 il Conte Engelbert III von der Mark diede la libertà alla città di Blanekenstein.
Nel 1554 la città divenne anche un membro della Lega Anseatica, un'alleanza fra città del nord della Germania.
Nel 1594 ricevette da Johann Wilhelm di Cleves il diritto ad avere tre fiere all'anno. 
Nel 1607, il protestantesimo divenne la religione di Blankenstein, successivamente nel 1634 per la prima volta ebbe luogo la fiera di Pentecoste.
Nel 1614, il castello fu occupato dalle truppe spagnole e in seguito ci fu la Guerra dei Trent'anni fino al 1648. 
Johann Georg von Syberg fece demolire il castello nel 1662 e successivamente, nel lunedì di Pentecoste del 1665, scoppiò un incendio che quasi distrusse l'intera città.
Intorno al 1765 a Blankestein la Chiesa Cattolica prese il posto di quella Protestante.
L'estrazione mineraria, la lavorazione del ferro e l'industria tessile hanno aiutato la crescita Blankestein. Fra le famiglie influenti per lo sviluppo economico della cittadina ha avuto importanza la famiglia Gethman grazie all'industria tessile nel XVIII secolo.
Il consulente commerciale di Carl Friedrich Gethman lo convinse a costruire un cantiere navale sul fiume Ruhr Ruhraaken, che trasportava in particolare carbone. Nel 1806, la famiglia Gethman costruì l'ancora esistente giardino Gethmannschen.
La famiglia è stata anche finanziatrice della chiesa di Blankestein di religione cattolica che è stata completata nel 1810.
In seguito furono costruiti: la ferrovia della Valle di Ruhr nel 1874, il distretto dei pompieri volontari della città di Blankestein nel 1883 e l'ospedale di St.Elisabeth, precursore della clinica Blankestein nel 1884.
Alla fine del XIX secolo Blankeinstein comprendeva i comuni di Blankenstein, Welper, Holthausen, Buchholz, Stiepel e Sprockhövel.
Il 1º aprile 1966 i comuni Buchholz, Holthausen e Welper sono stati incorporati nella città di Blankenstein.
Il 1º gennaio 1970, Blankenstein è stata incorporata ad Hattingen. Il quartiere Buchholz è stato incorporato in Herbede.
Il club sportivo TuS Blankenstein è stato fondato nel 1970 dando vita alle squadre di ginnastica, pallamano e calcio.
Nel 2001 a Blankenstein il Hattinger Stadtmuseum è stato aperto. Si trova di fronte alla chiesa di St. Johannes Baptist.
Nel 2005, Jenny S. è stata trovata accoltellata a morte nel suo appartamento. Per risolvere il caso, risolto solo nel 2011, è stato eseguito uno screening del DNA nel distretto.